# Frank Zamboni

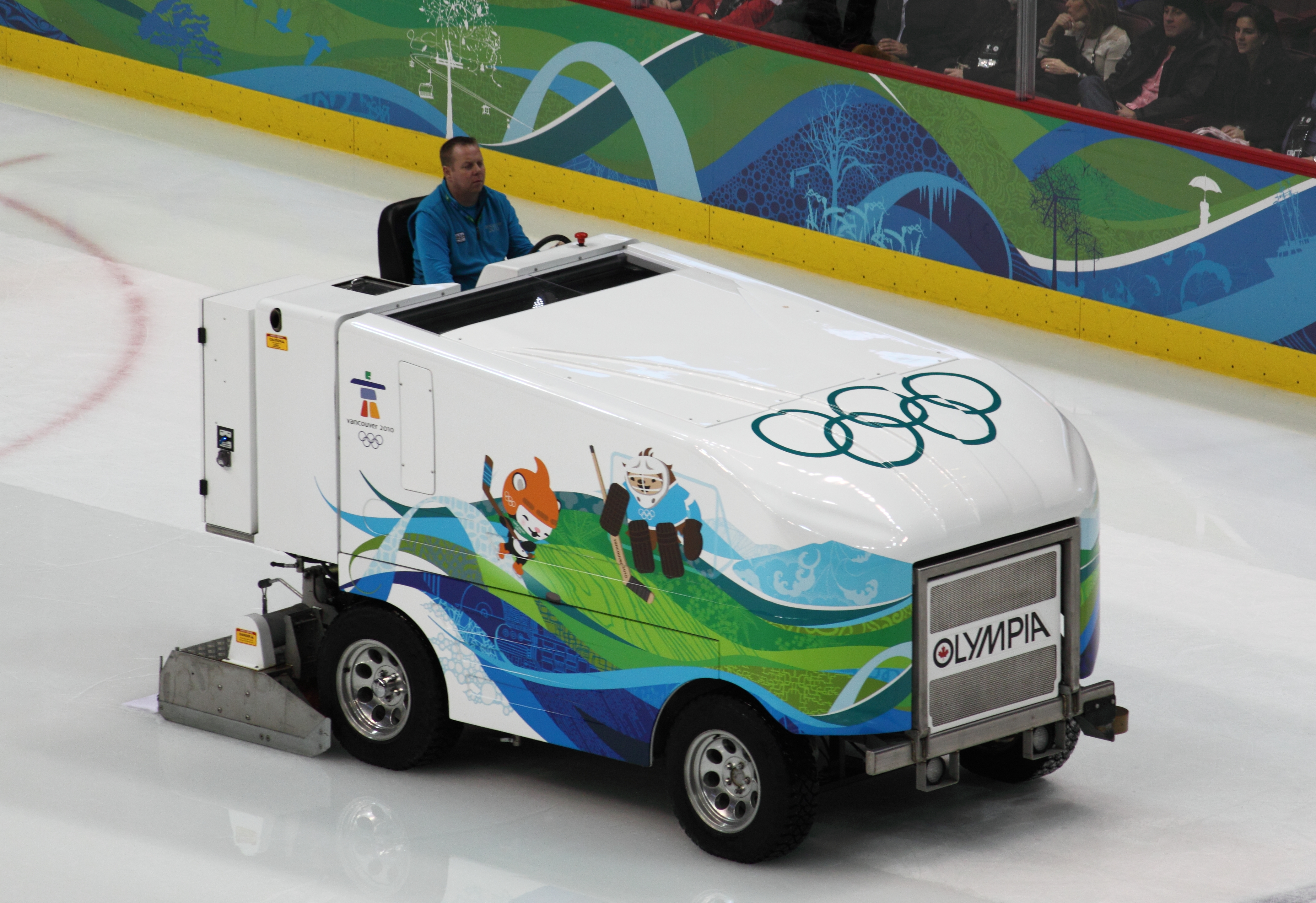
Zamboni találmánya helyreállítja a jégpálya felületét

Frank Zamboni (Eureka, Utah, 1901. január 16. – Paramount, Kalifornia, 1988. július 27.) amerikai feltaláló, üzletember, 1949-ben megalkotta az első jégpálya-karbantartó gépet, ami rövid idő alatt eltüntette a jégpályák felszínén a használatból eredő egyenetlenségeket. Találmányát a mai napig használják és a nevével alapított cég, a Zamboni ma is gyárt ilyen gépeket.

## Élete
Frank Zamboni a Utah állambeli Eurekában született 1901-ben. Chicagóban kereskedelmi iskolában tanult, majd huszonegy éves korában Kaliforniába költözött Lawrence testvérével, ahol bátyjuk, George autószerelő műhelyében dolgoztak. 1923-ban megházasodott és a házasságból később három gyermek született. 1927-ben családi vállalkozást alapítottak és a nyers alapanyagú élelmiszeripar - főleg tejtermékek - számára létfontosságú jégkockákat gyártottak cégek számára. Később a két fiatalabb testvér bővítette az üzleti profilt és hűtőszekrényeket telepítettek. Ekkoriban egyre népszerűbb lett a korcsolyázás, de Dél-Kaliforniában kevés lehetőség volt rá. Ezért 1939-ben a kaliforniai Paramountban új vállalkozásba kezdett Lawrence bátyával, valamint unokatestvérével és 1940-ben megépítették „Iceland”-et, a közel 1900 négyzetméteres nyitott jégpályát, ami az egyik legnagyobb volt akkoriban az USA területén. Egyszerre 800 korcsolyázó befogadására volt képes. A pályát hamarosan befedték, hogy óvják az olvadástól.
Frank Zamboni 1942 márciusában kezdett dolgozni egy olyan gépen, ami gyorsan helyreállítja a jég sima felületét. Korábban 3-4 munkás simította el a jég felületét és öntötte fel vízzel, aminek újrafagyása sok időt vett igénybe, az egész folyamat több mint egyórás volt. Zamboni egy átalakított traktor segítségével „leborotválta” a jég felületét, a jégforgácsot összegyűjtötte, ezután vékony vízfelületet eresztett a kezelt jég tetejére. A munka a gép segítségével mindössze negyedórát vett igénybe. Találmányát, az „A-modellt” 1949-ben jegyezte be és 1953-ban adták meg a szabadalmi védelmet.
1954-ben kezdték a gép tömeggyártását. Az első komolyabb nyilvános szereplése az eszköznek az 1960-as Squaw Valley-i téli olimpián volt. Ezután hamar a jégpályák fontos kellékeivé vált. Az 1964-es „HD modell” vált az iparági standarddá.
1988-ban, néhány hónappal felesége halála után július 27-én elhunyt tüdőrákban a kaliforniai Long Beach-ben.

## Emlékezete
- 2013. január 16-án a Google kereső egy animált Google doodle-lel emlékezett meg Frank Zamboniról és találmányáról.
- A Plants vs. Zombies játékban a hasonló járműveken közlekedő zombikat Zomboni-nak hívják.